# 佐藤朱美
佐藤 朱美（さとう あけみ、1969年2月25日 - 2019年3月5日）は、日本の元歌手。宮城県出身。

## 経歴
1995年にシングル「いとおしい人のために」でデビュー。同曲はテレビアニメ『ふしぎ遊戯』の主題歌に起用され、その後も幾つかの曲が同アニメに起用されている。ふしぎ遊戯OVAや第2部の後歌手活動をやめた。2019年3月5日死去。

## ディスコグラフィー

### シングル
| 1st | 1995年5月21日  | いとおしい人のために | 01. いとおしい人のために 02. わかっていたはず 03. いとおしい人のために (オリジナル・カラオケ) 04. わかっていたはず (オリジナル・カラオケ) | アポロンより発売 テレビアニメ『ふしぎ遊戯』オープニングテーマ              |
| 2nd | 1996年7月21日  | ふたりで歩こう       | 01. ふたりで歩こう 02. 逢いたい 03. ふたりで歩こう (オリジナル・カラオケ) 04. 逢いたい (オリジナルカラオケ)                               | アポロンより発売 「関西ホテル物語」エンディングテーマ                      |
| 3rd | 1996年11月21日 | 夜が明ける前に       | 01. 夜が明ける前に 02. Everything for you 03. 夜が明ける前に (オリジナル・カラオケ) 04. Everything for you (オリジナル・カラオケ)         | アポロンより発売 OVA『ふしぎ遊戯』オープニングテーマ                       |
| 4th | 1997年4月21日  | 風になる             | 01. 風になる 02. 奇蹟の連続 03. 風になる (オリジナル・カラオケ) 04. 奇蹟の連続 (オリジナル・カラオケ)                                     | バンダイ・ミュージックエンタテインメントより発売 TAX「中古車販売」CMソング |
| 5th | 1997年6月6日   | Star                 | 01. Star 02. 黒い月 03. Star (オリジナル・カラオケ) 04. 黒い月 (オリジナル・カラオケ)                                                     | FUTURE LAND（東芝EMI）より発売 OVA『ふしぎ遊戯 第二部』オープニングテーマ  |

### アルバム
オムニバスアルバム
| 1st | 1995年6月21日  | いとおしい人のために〜「ふしぎ遊戯」の世界と共に〜 | アポロンより発売               |
| 2nd | 1995年6月21日  | ふしぎ遊戯・オリジナルサウンドトラック             | アポロンより発売               |
| 3rd | 1997年7月30日  | ふしぎ遊戯 第二部 音盤体系-第一集 Star of Love-    | FUTURE LAND（東芝EMI）より発売 |
| 4th | 1998年10月28日 | ふしぎ遊戯 第二部 音盤体系 第六集 LOVE BALLADES    | FUTURE LAND（東芝EMI）より発売 |

## 出演

### 声優出演
- ふしぎ遊戯OVA1（花婉）